# Tandsnavelbaardvogel
De tandsnavelbaardvogel (Semnornis frantzii) is een vogel uit de familie Semnornithidae. Deze vogel is genoemd naar zijn ontdekker, de Duitse arts en natuuronderzoeker Alexander von Frantzius (1821-1877).

## Verspreiding en leefgebied
Deze soort komt voor in Costa Rica en Panama.

## Status
De grootte van de populatie is in 2022 geschat op 20.000-50.000 volwassen vogels. Op de Rode lijst van de IUCN heeft deze soort de status niet bedreigd.